# أليخاندرو دي لا كروز بنتوس
أليخاندرو دي لا كروز بنتوس (بالإسبانية: Alejandro de la Cruz Bentos)‏ هو لاعب كرة قدم أرجنتيني في مركز الهجوم، ولد في 3 مايو 1978 في كورينتس في الأرجنتين. لعب مع نادي بويبلا ونادي سانتانيكوس أسوشيتد وهوراكان.